# Pariški disput
Pariška disputacija, znana tudi kot Presojanje Talmuda, je potekala leta 1240 na dvoru francoskega kralja Ludvika IX. Vzrok zanjo je bilo delo judovskega spreobrnjenca v krščanstvo Nicholasa Donina, ki je prevedel Talmud in papežu Gregorju IX. predstavil 35 odlomkov z domnevno bogoskrunsko vsebino o Jezusu Kristusu, Mariji in krščanstvu. Talmud so pred Doninovimi obtožbami branili štirje rabini.

## Ozadje
Katoliška cerkev je v svojih prizadevanjih za evangelizacijo poskušala skozi razpravo premagati judovska prepričanja. Zahodno krščansktvo je v 13. stoletju doživelo intelektualni čudež in skozi dela Tomaža Akvinskega (1225-1274) asimiliralo Aristotelove izzive. V svoje teološke razprave je poskušalo vključiti tudi Jude v upanju, da bodo priznali superiornost krščanstva.
Krščanstvo je razvilo podroben teološki sistem. Njegovo učenje je bilo jasno in zato občutljivo za napade. V judovstvu je dogmatska teologija relativno odsotna. V njem je bilo veliko negativnih dogm, naperjenih proti malikovanju, pozitivne teologije pa ni razvilo. Paul Johnson pravi: »Judovstvo se je osredotočilo na življenje in potisnilo smrt in dogme v ozadje«.

## Razpravljavci
Razprava se je začela 12. junija 1240. Krščanska stališča je prestavil v krščanstvo spreobrnjen Jud in franšiškan Nicholas Donin, ki je prevedel Talmud in 35 za krščanstvo  domnevno bogoskrunskih  mest predstavil papežu Gregorju IX.  Omenil je tudi odredbe sodišča v Talmudu, ki so po njegovem mnenju dovoljevale Judom, da pobijajo Nejude,  goljufajo kristjane in brez slabe vesti prelamljajo obljube.
Katoliška cerkev je do Doninove predstavitve Talmuda papežu Gregorju IX. kazala malo zanimanja za Talmud. Papež je bil celo presenečen, da se Judje sklicujejo tudi nanj  in ne samo na Toro, ki je vsebovala domnevno bogokletne odlomke, naperjene proti krščanstvu. Pomanjkanje zanimanja je bilo značilno tudi za francosko monarhijo, ki je do leta 1230 na Jude gledala predvsem kot na možen vir dohodkov.
Judovska stališča so zagovarjali štirje najuglednejši francoski rabini:  Jehiel iz Pariza, Mojzes iz  Coucyja, Juda iz Meluna in Samuel ben Solomon iz Château-Thierryja.

## Razprava
Določila razprave so zahtevala, da Talmud pred Doninovimi obtožbami branijo štirje rabini. V obtožbah so bile trditve, da vsebuje bogokletstva proti krščanski veri, napada krščanstvo kot tako, bogokletstva proti bogu in  opolzke zgodbe. Napadi proti krščanstvu naj bi bili v odlomkih, ki se nanašajo na Juzusa in Marijo. V enem od njih je na primer omenjen  nekdo z imenom Jezus,  ki je bil poslan v pekel, kjer naj bi se večno kuhal v iztrebkih. Judje so zanikali, da je to svetopisemski  Jezus z izjavo, da »ni vsak v Franciji rojen Ludvik  francoski kralj«.
Med opolzke zgodbe spadata pripoved o Adamu, ki se je paril z vsemi živalmi, preden je našel Evo, in Noeta, ki ga je po talmudskih legendah kastriral sin Ham. Kristjeni so judovsko vero običajno enačili z Mojzesovo vero iz Stare zaveze, zato je bila Cerkev presenečena ob ugotovitvi, da so Judje razvili avtoritativen Talmud kot komplement njihovega razumevanja Biblije. 
Hyam Maccoby je prepričan, da je bil glavni namen pariške disputacije odvrniti Jude od Talmuda, njihova vrnitev k judovstvu Stare zaveze in ne nazadnje spreobrnitev v krščanstvo. Maccoby trdi tudi to, da je bila sovražnost do Cerkve med procesom manj povezana z držo Cerkve same kot z Nicholasom  Doninom, ki je spretno izkoristil spore v judaizmu v tistem času. Maccoby  domneva tudi to, da je bila disputacija motivirana z Doninovimi prejšnimi povezavami s karaitskimi Judi in da je bil eden od motivov, da se pridruži Cerkvi,  želja, da napade rabinsko izročilo.

## Izid
Zbor krščanskih teologov je obsodil Talmud in zahteval, da se sežge. 17. junija 1244 so na ulicah Pariza sežgali 24 voz judovskih rokopisov.
Prevod Talmuda v francoščino je spremenil krščansko dojemanje Judov. Kristjani so pred tem na Jude gledali kot privržence Stare zaveze, ki spoštujejo Mojzesove zakone in zakone prerokov, Talmud pa jim je pokazal, da je bogokleten in da se judovsko razumevanje Stare zaveze razlikuje od krščanskega. Ludvik IX. je izjavil, da lahko z Judi razpravljajo samo izkušeni teologi, proti tistemu, ki grdo govori o Kristusu, pa lahko dvigne meč vsak laik.